# Willemia bellingeri
Willemia bellingeri är en urinsektsart som beskrevs av Palacios-Vargas och Vàzquez 1989. Willemia bellingeri ingår i släktet Willemia och familjen Hypogastruridae. Inga underarter finns listade i Catalogue of Life.